# El Hormiguero (Tabasco)
El Hormiguero es una localidad del municipio de Nacajuca ubicado en la subregión centro del estado mexicano de Tabasco.

## Geografía
La localidad de El Hormiguero se sitúa en las coordenadas geográficas 18°10′39″N 92°55′21″O / 18.177500, -92.922500, a una elevación de 1 metro sobre el nivel del mar.

## Demografía
Según el Conteo de Población y Vivienda 2020, efectuado por el Instituto Nacional de Estadística y Geografía, la localidad de El Hormiguero tiene 531 habitantes, de los cuales 251 son del sexo masculino y 280 del sexo femenino. Su tasa de fecundidad es de 2.56 hijos por mujer y tiene 134 viviendas particulares habitadas.
| Gráfica de evolución demográfica de El Hormiguero entre 1940 y 2020 |
|                                                                     |
| INEGI.                                                              |